# 药皇殿
29°52′20.47″N 121°32′53.49″E / 29.8723528°N 121.5481917°E
药皇殿，位于中国浙江省宁波市海曙区华楼巷98号，清代建筑，2001年8月公布为海曙区文物保护单位。

## 历史
药皇殿由宁波府太守陈一夔和药商倡建，建于康熙四十七年（1708年），为祀药业祖师炎帝神农氏而建，雍正九年辛亥（1731年）五月阳夕毁于火，乾隆六年辛酉（1741年）重建，乾隆十八年癸酉（1753年），由20位药商发起成立了“药皇殿崇庆会”，每于四月廿七圣诞之前一日，荐牲告祀，演剧醵神，抗日战争后，药皇殿走向衰落，相继被辟做小学、仓库，曾开过服装店、珠宝店，2001年8月公布为海曙区文物保护单位，2001年建设天一广场时被保留并进行整修，并出土两只宋元时代的赑屃，长2.10米、宽1.35米、高0.8米、重2吨，并建造了一座仿宋风格的碑亭，称为巨灵亭加以保护，2004年其东侧场地曾改成服装特卖店而引起争议，2008年曹厚德曾为药皇殿撰文《宁波茶赋》，2015年修缮西山墙，2017年5月24日药皇圣诞祭祀仪式时隔70余年重回药皇殿，2017年9月15日完成修缮重新对外开放，2018年1月24日蜡祭重现药皇殿。

## 结构
药皇殿主体建筑坐北朝南，由门楼、倒座、戏台、大殿及左右两厢楼等组成，现存主体建筑大殿，系清道光年间重建，正殿为单檐硬山式，五开间，前廊为抬头轩，从中有众多中药材为题材的木雕、砖雕等建筑，尤为珍贵，留存至今，是近代宁波南北药材交流及名医坐堂、同业聚会议事的一个重要场所:366-367。